# John Ray
John Ray, britanski botanik, briolog, ornitolog, zoolog, teolog, * 29. november 1627, Black Notley, Anglija, † 17. januar 1705, Black Notley. 
Bil je bil eden najpomembnejših angleških naravoslovcev 17. stoletja. Do leta 1670 je svoje ime zapisoval kot John Wray, potem pa se je odločil, da bo uporabljal ime John Ray, saj je bila to navada njegove družine. Bil je tudi pomemben teolog, botanik in filozof. Na vsakem področju je objavil številna dela. Njegova klasifikacija rastlin je bil pomemben korak k sodobni taksonomiji, ob enem pa je bil tudi eden prvih, ki so poskušali biološko opredeliti pojem vrste.

## Življenje

### Zgodnje življenje in šolanje
John Ray se je rodil v vasi Black Notley v Essexu v Angliji. Bil je sin vaškega kovača, njegova mati pa je bila znana kot zdravilka in zeliščarica. V bližnjem mestu Braintree je obiskoval gimnazijo, pri 16 letih pa je začel s šolanjem na univerzi Cambridge. Ray je hitro postal strokovnjak za jezike, matematiko, naravoslovje in je leta 1649 postal štipendist, leta 1651 pa predavatelj in 1658 dekan. Kmalu zatem je iz političnih razlogov zapustil Cambridge.

### Življenje po šolanju in smrt
Med letoma 1660 in 1671 je opravil veliko potovanj po Angliji in eno potovanje v Evropo, kjer je med drugim nabiral rastline, živali in kamenje. Opravil je tudi veliko eksperimentalnega dela na področju embriologije in fiziologije rastlin; med drugim je dokazal, da les živega drevesa prevaja vodo. Njegove raziskave so imele takrat tako velik sloves, da je bil leta 1667 vključen v novoustanovljeno društvo Royal Society of London, eno prvih znanstvenih društev na svetu. Leta 1679 se je odpravil v rojstni kraj Black Notley, kjer je ostal do smrti. V poznejših letih svojega življenja je Ray zaradi slabega zdravja prekinil svoja potovanja. Zadnja desetletja svojega življenja si je dopisoval z vodilnimi znanstveniki svojega časa, kot so bili Lhwyd, Oldenburg, Lister in Hooke, in napisal številne knjige o jezikih, teologiji in naravoslovju. Kljub zdravstvenim težavam je živel 77 let. Pokopan je na cerkvenem dvorišču sv. Petra in Pavla, kjer ima tudi svoj spomenik. V njegovo čast je bilo leta 1844 ustanovljeno društvo The Ray Society, ki objavlja publikacije o naravoslovju.

## Delo
Večino svojega časa je na Cambridgeu preučeval naravoslovje, predmet, ki je zavzemal večino njegovega življenja. Z njim se je ukvarjal od leta 1660 do začetka osemnajstega stoletja. Močno se je zanašal na svojega zvestega učenca Francisa Willughbya, ki ga je Ray spremljal skoraj celo svoje življenje. Willughby se je celo dogovoril, da bo imel Ray po njegovi smrti 6 šilingov plače na leto, če bo šolal Willughbyjeva sinova. Spomladi 1663 je Ray skupaj z Willughbyjem in še dvema učencema (Philip Skippon in Nathaniel Bacon) začel turnejo po Evropi, s katere se je vrnil marca 1666. Na turneji se je ločil od Willughbyja pri Monpellierju, kjer je Willighby svojo pot nadaljeval po Španiji. Pred tem je na treh različnih potovanjih prepotoval večji del Velike Britanije, s katerih zapiske je leta 1760 uredil George Scott. Ray je tudi sam objavil poročilo s svojih potovanj leta 1670 z naslovom Topografska, moralna in fiziološka opažanja, opravljena na potovanju po Nemčiji, Italiji in Franciji. Ray in Willughby sta s turneje prišla s spoznanji, na podlagi katerih sta kasneje sestavila svoje sistematične opise kraljevin živali in rastlin. Rayovo znanstveno vajeništvo je potekalo v zgodnji fazi navdušenja nad eksperimentalno filozofijo, kar se je odrazilo v izbruhu znanstvene dejavnosti tako v Oxfordu kot v Cambridgeu. V Cambridgeu so imeli prevladujoč vpliv na Rayjevo naravno filozofijo platonisti. Prevzel je njihovo globoko motivacijo za preučevanje narave kot sredstvo za razkritje delovanja Boga v njegovem stvarstvu. Ray je med mladimi Cambridgeovimi učenjaki našel veliko sodelavcev, med njimi tudi anatoma Walterja Needhama. Njihove začetne dejavnosti so zajemale celo vrsto eksperimentalne naravne filozofije, vendar se je Ray bolj osredotočil na primerjalno anatomijo in botaniko.

### Taksonomija
Rayevo delo o rastlinski taksonomiji je obsegalo široko paleto misli s pristopom v tradiciji zeliščarjev in aristotelcev. Na začetku je podpiral ta pristop, a je s časom postajal vse bolj teoretičen in na koncu celo zavračal aristotelizem (filozofska tradicija, ki svojo inspiracijo črpa iz dela Aristotela). Njegovo prvo botanično delo (Katalog plantarum okoli Cantabrigiam nascentioum 1660) je bilo kljub zgodnjemu spoštovanju aristotelske tradicije skoraj v celoti opisno in urejeno po abecedi. Na koncu dela je priložil kratko taksonomijo, za katero je dejal, da sledi uporabi zeliščarjev. To je bilo prvo angleško delo, ki je zajemalo 630 vrst.

## Mišljenje
Čeprav je Ray trdno verjel v božjo roko pri opredeljevanju vrste, so njegovi veliki prispevki na področju biologije zelo vplivali na začetno teorijo Charlesa Darwina o evoluciji z naravno selekcijo. John Ray je pogosto uporabljal eksperimentalno filozofijo za reševanje naravoslovnih vprašanj tistega časa. Objavil je tudi splošno sprejeto definicijo besede vrsta. Njegova definicija je jasno pokazala, da je bilo vsako seme določene rastline tudi iste vrste, čeprav je imelo različne lastnosti. Bil je tudi oster nasprotnik spontane generacije in je na to temo pogosto pisal, kako si ateisti izmišljujejo neumnosti.